# Sekund iz Astija
Sekund iz Astija (tal. Secondo di Asti; ? - 119.) je kršćanski mučenik i katolički svetac, čiji se dan obilježava 29. ožujka. 
Do 15. stoljeća se u gradu Asti slavio njegov blagdan 30. ožujka, ali se od tada premjestio na prvi utorak u svibnju. Prema povijesnim izvorima je u Astiju pogubljen odsijecanjem glave po naređenju rimskog cara Hadrijana. Prema predaji je bio patricij iz grada Asti i niži časnik u carskoj vojsci. Crkva posvećena njemu je sagrađena u 9. stoljeću.

## Vanjske poveznice
- Saints of March 29: Secundus of Asti  Arhivirana inačica izvorne stranice od 24. rujna 2015. (Wayback Machine) (engl.)
- San Secondo di Asti (tal.)